# The Life of the Party (1920)
The Life of the Party is een film uit 1920. Het is een kleine komedie, met Roscoe Arbuckle in de hoofdrol.
In 2004/2005 produceerde Paul E. Gierucki van Laughsmith Entertainment een reconstructie van deze film.

## Rolverdeling
| Acteur                  | Personage                    |
| ----------------------- | ---------------------------- |
| Roscoe 'Fatty' Arbuckle | Algernon Leary               |
| Winifred Greenwood      | Mrs. Carraway                |
| Roscoe Karns            | Sam Perkins                  |
| Julia Faye              | 'French' Kate                |
| Frank Campeau           | Judge Voris                  |
| Allen Connor            | Jake                         |
| Fred Starr              | Bolton (als Frederick Starr) |
| Ben Lewis               | Clay                         |
| Viora Daniel            | Milly Hollister              |

## Andere filmgegevens
- Regisseur: Joseph Henabery
- Schrijvers: Irvin S. Cobb, Walter Woods
- Cinematografie: Karl Brown
- Uitgebracht: 21 november 1920
- Land: Verenigde Staten
- Taal: stomme film met Engelse titels